# Последната любов на президента
„Последната любов на президента“ (на руски: „Последняя любовь президента“) е роман, написан през 2004 г. от украинския съвременен писател Андрей Курков. Романът се печата за първи път на български в списание „Факел”, бр. 2 и бр. 3, 2005 г., преведен от Здравка Петрова. Като отделна книга на български език е издаден през 2007 г. от издателство „Труд“. Книгите на Курков могат да бъдат описани като криминалета, замесени с много психология и философия. Във всички негови романи героят е самотен обикновен човек, който се забърква с бандити.

## Сюжет
Внимание:  Текстът по-долу разкрива сюжета на произведението (или части от него)!
В романа са описани много съвременни и актуални проблеми както в политиката, така и в личните човешки съдби. Терзанията на неподготвения за суровите условия на политическия климат човек са описани в романа на Андрей Курков „Последната любов на президента“.
Годината, в която се развива действието, е 2015, а мястото – Украйна. Условие за избора на министър на отбраната е ръстът, а болезненият проблем с недохранването на населението се решава чрез кражба на нов американски сорт картофи. Читателят за момент може да си помисли, че всичко това е възможно само в замаяния мозък на президента, но тази мисъл умира много бързо. Истината е, че авторът подхожда много иронично към политиката и нейните хора.
Главният герой се възстановява след сложна животоспасяваща операция по присаждане на сърце. Ритъмът на новото сърце не се повлиява от новината за подписан указ, според който бившите държавници, откраднали около 10 млрд. евро, не са следствени и подсъдими. Пулсът му се ускорява заради вълнения, свързани със съпругата на донора. Тази дама не е „последната любов“, но има общо с първата биологична бомба, която цъка в президентския гръден кош.

## Други книги от поредицата
- Смъртта на непознатия" (2007) – превод Иван Василев
- Законът на охлюва" (2007) – превод Елена Пейчева
- Добрият ангел на смъртта" (2007) – превод Светлана Комогорова – Комата